# Gąsiorowo (powiat ostrowski)
Gąsiorowo – wieś sołecka w Polsce położona w województwie mazowieckim, w powiecie ostrowskim, w gminie Zaręby Kościelne.
Wieś szlachecka położona  była w drugiej połowie XVI wieku w powiecie nurskim ziemi nurskiej województwa mazowieckiego. W latach 1975–1998 miejscowość należała administracyjnie do województwa łomżyńskiego.
Wierni Kościoła rzymskokatolickiego należą do parafii Przemienienia Pańskiego w Zuzeli lub do parafii św. Stanisława Biskupa i Męczennika w Zarębach Kościelnych.